# Деево (Челябинская область)
Де́ево — посёлок в Нязепетровском районе Челябинской области России. Входит в состав Ункурдинского сельского поселения.

## География
Посёлок находится примерно 16 км к юго-западу от города Нязепетровск, административного центра района. Абсолютная высота — 348 м над уровнем моря.

## Население
| 2002 | 2010 |
| ---- | ---- |
| 133  | ↘54  |

### Половой состав
По данным Всероссийской переписи, в 2010 году численность населения посёлка составляла 54 человек (23 мужчины и 31 женщина).

## Улицы
| - ул. Заречная, - ул. Лесная, | - ул. Молодёжная, - ул. Школьная. |